# Adrien Victor Feuchères
Pour les articles homonymes, voir Feuchères.
Le général-baron Adrien Victor de Feuchères est un militaire et homme politique français, né à Paris le 20 novembre 1785 et mort dans la même ville le 22 novembre 1857. Il fut officier de la Garde royale, maréchal de camp, chef de bataillon, aide de camp du duc de Bourbon, général et député orléaniste du Gard.

## Biographie
Adrien Victor de Feuchères entra en 1804 à l'école militaire de Fontainebleau et en sortit comme sous-lieutenant au 105e régiment de ligne. Il fit les campagnes de Prusse et de Pologne  (1806 à 1808). Il participa notamment aux batailles d'Iéna, d'Eylau et de Friedland. Il fut ensuite envoyé en Espagne et nommé capitaine à l'état-major de l'armée d'Aragon, où il se distingua et fut cité à l'ordre du jour. Nommé chevalier de la Légion d'honneur le 18 juillet 1809 à la bataille de Tudela, il fut blessé à l'assaut du col d'Ordal en 1813 et promu chef de bataillon.
Convalescent pendant la Première Restauration, il demeura inactif pendant les Cent-Jours. Cette attitude prudente lui permet d'être réintégré après la Seconde Restauration, au 6e régiment d'infanterie de la Garde royale avec le grade de lieutenant-colonel.
Le 6 août 1818, il épousa à Londres une intrigante originaire de l'île de Wight, Sophie Dawes, qu'on lui présentait comme une fille naturelle du prince de Condé, prince du sang, alors qu'elle était en réalité sa maîtresse. Le prince souhaitait l'établir afin qu'elle puisse paraître à la Cour et, dans ce but, fit nommer Feuchères son aide de camp (1820) et obtint pour lui un titre de baron (31 août 1819). Il entretint la crédulité de Feuchères et alla même jusqu'à doter la jeune femme. À la suite de certaines indiscrétions, les soupçons du baron de Feuchères finirent par être éveillés et, en 1822, il finit par découvrir la nature des relations entre son épouse et le prince de Condé.
« Quand le baron apprit son infortune, la seule arme qui lui restât pour venger son honneur était la fuite. Sa tumultueuse épouse demeura, avec son nom et son titre auprès du vieux prince, à qui elle fit perdre bientôt ce qui lui restait de tête : à vrai dire pas grand'chose »).
Entretemps il est promu colonel le 23 avril 1823. Mais humilié d'avoir été à peu près le seul à être tenu dans l'ignorance d'un secret de polichinelle qui faisait se gausser tout Paris, il quitta sa femme en imposant en mars 1824 une séparation qui fit scandale et priva la baronne de Feuchères de son statut mondain (la séparation légale ne fut prononcée qu'en 1827). Celle-ci se vit interdire de paraître à la Cour et, par voie de conséquence, cessa également d'être reçue au Palais-Royal chez le duc d'Orléans et un peu partout dans le monde. Elle réussit néanmoins à réapparaître à la Cour quelques années plus tard, mais repartit à Londres à la suite du scandale de la mort du prince de Condé, retrouvé pendu à une espagnolette de sa chambre au château de Saint-Leu, le 27 août 1830.
Le baron de Feuchères, qui a défendu son honneur par une séparation retentissante d'avec sa femme, conserve un souverain mépris pour la haute société et la Cour. Il avait même quitté l'armée avant de la réintégrer en 1824. En 1835 il est général et chef de la subdivision de Nîmes qui regroupe les garnisons du Gard et de l'Ardèche. Il aime cette ville où il a de nombreux amis. De nobles parisiens viennent le visiter. Il  bénéficie d'une brillante réputation. En fait, il a l'estime de tous.[réf. nécessaire]
Veuf et héritier de la plus grande partie de la fortune de Sophie Dawes, morte en 1840 (le divorce n'existant plus depuis 1815), Feuchères refuse de percevoir pour lui-même cette fortune qu'il considère comme « le salaire du vice », et va la consacrer entièrement aux œuvres de bienfaisance et de charité pour Nîmes et sa région. Les œuvres de l'évêché, celles du consistoire protestant, l'hospice, l'hôpital, sa paroisse (église Sainte-Perpétue devant l'esplanade), les orphelinats de l'Armée, les victimes des inondations du Gard, les plus démunis en sont les principaux bénéficiaires.
On donna tout de suite son nom à la première grande avenue moderne de cette ville : celle qui relie la gare (toute nouvelle) à l'esplanade et au palais de justice que l'on vient d'édifier, tout proches des arènes. Le baron sera élu député orléaniste du Gard. Aujourd'hui, le plus grand collège de Nîmes, situé sur l'avenue Feuchères, porte également son nom.
Il est inhumé à Paris au cimetière du Père-Lachaise (49e division).

## Anoblissement

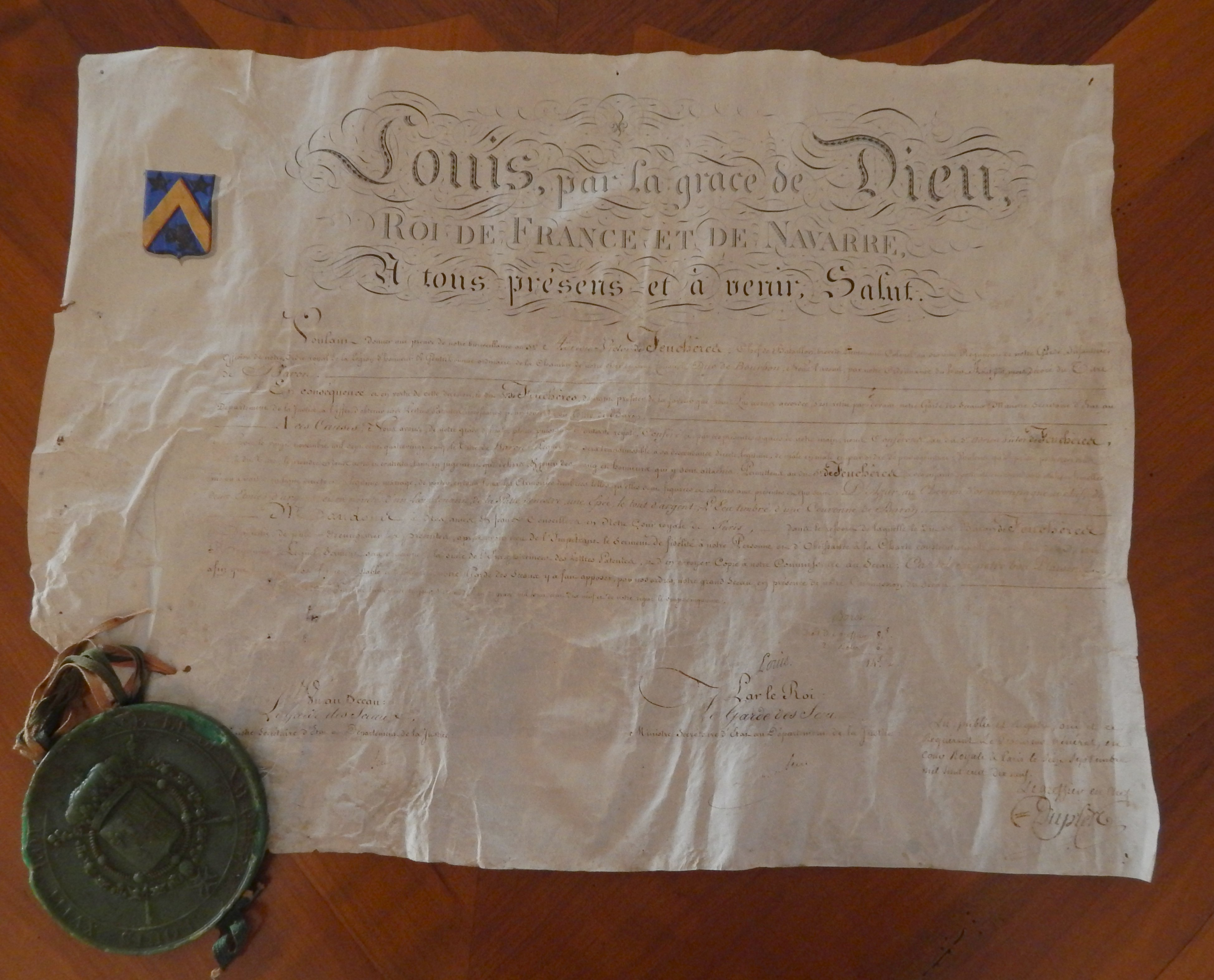
Lettre d'anoblissement du Baron de Feuchères, signée Louis XVIII.

Une lettre d'anoblissement signée de la main de Louis (XVIII) et ornée du Grand Sceau fut décernée au chef de bataillon Adrien Victor de Feuchères. Ce document indique, Officier de notre ordre royal de la Légion d’Honneur et Gentilhomme ordinaire de la Chambre de notre cher et ami Condé, le Duc de Bourbon, nous l’avons par notre ordonnance du huit août 1819 décoré du titre de Baron. 
Avec l’anoblissement, et sur la même lettre, lui sont attribuées les armoiries suivantes D’Azur au chevron d’or accompagné en chef, de deux étoiles d’argent et en pointe d’un Lion tenant de la patte senestre, une épée, le tout d’argent. L’Écu timbré d’une couronne de Baron
Lu, publié, et enregistré par le Procureur Général en cour Royal à Paris le Seize septembre mil huit cent dix-neuf. Enregistré à la Commission des Sceaux registre «T» folio 300.

## Légion d'honneur
Légion d'honneur attribuée au lieutenant Feuchères aide de camp du général Fabert, le 18 juillet 1809.
Élévation au rang d'officier de la Légion d'honneur attribuée au chef de bataillon Feuchères, le 3 mars 1815.